# Karl Krook
Karl Erik Krook (Svédország, Örebro megye, Lindesberg, 1887, január 10. – Svédország, Östergötland megye, Norrköping, 1966. április 4.) svéd olimpikon, kötélhúzó.
Az 1908. évi nyári olimpiai játékokon indult kötélhúzásban a svéd válogatottal. Rajtuk kívül még három brit rendőr válogatott és az amerikaiak indultak. Az első körben nem versenyeztek, majd az elődöntőben kikaptak a liverpooli rendőrség csapatától. A bronzmérkőzésen a Metropolitan Police "K" Division-tól is kikaptak, így negyedikek lettek.